# 李橋
李橋（1512年—？），字文濟，一字廷仰，號半野，江西建昌府南豐縣人，匠籍，明朝政治人物。

## 生平
嘉靖十九年（1540年）庚子科江西鄉試第四十七名舉人。嘉靖二十三年（1544年）中式甲辰科會試第一百六十五名，登第二甲第四十九名進士。授刑部主事，以便养乞改任南京兵部，历升员外郎、郎中，出为漳州府知府，三十五年（1556年）正月考察调用。罢歸十九年，乃卒。

## 家族
曾祖李孔榮；祖父李瓊；父李鑾，母舒氏。重庆下。弟李栢、李檀。